# Vertical Horizon (альбом)
Vertical Horizon — последний студийный альбом группы Trizna, выпущенный в 2004 году на лейбле MALS, ставший первой пластинкой, выпущенной этим издательством. Диск выпущен в формате диджипак.

## Об альбоме
Материал записывался на базе группы «Trizna» в студии «Чёрный Обелиск». Хотя стиль группы обычно определяется как трэш-метал, тем не менее характер музыки весьма сильно отличается от родоначальников жанра: музыка Тризны задорнее и мелодичнее.
На диске записаны 13 песен, включая одну кавер-версию Manowar («Carry on»). Почти весь материал написан на английском языке, и лишь к «Beat my brain» был сочинён русский вариант текста. Буклет вместо традиционных текстов песен содержит краткий пересказ сюжета в юмористической форме.

## Список композиций
| №  | Название                   | Длительность | Комментарий в буклете |
| -- | -------------------------- | ------------ | --- |
| 1  | I walk the straight to way | 4:40         | «Если долго мучиться, что-нибудь получится» Вопрос — как мучиться, чем будут мучить, как долго, и что после этого из тебя получится? |
| 2  | Cowboy                     | 4:09         | Слабый американский подросток в своих отнюдь не детских снах крушит черепа индейцам, лихо грабит поезда на Диком Западе и постоянно ссорится с шерифом, простреливая на вылет в очередном споре то один, то другой глаз блюстителю закона.                   |
| 3  | Beat my brain              | 5:33         | Головной мозг под сильным давлением мыслей о главном, пытается покинуть черепную коробку. |
| 4  | Freedom                    | 5:15         | Периодически по роду своих занятий, молодой человек (негр из Китая) пересекается с полицией NEW YORK’a. Украв в очередной раз крупную партию сои в CHINA TOWN, он эмигрирует в MEXICO, преследуемый гуманным судом USA.                                      |
| 5  | Penincula                  | 6:57         | Желая совершить самовольное расставание с жизнью, не всегда удаётся успешно завершить задуманное: то поезд опоздает, то пуля мимо виска, даже передоз не помогал, но сильный человек своего всегда добьется.                                                 |
| 6  | France                     | 3:20         | Несмотря на то, что половина парижан арабы, а половина русские, уважение к этой европейской стране не уменьшилось благодаря исконно французской привычке с упоением принимать в пищу разных болотных гадов.                                                  |
| 7  | Aeromake-up                | 5:07         | В небесной канцелярии идёт обсуждение, куда направить проститутку, итог вроде бы закономерен, ан нет — под слоем развратного макияжа обнаруживается милое личико ангела.                                                                                     |
| 8  | Don’t be afraid            | 3:45         | Видимо под впечатлением от просмотра сериала X-files, а может и просто обожравшись грибов, экипаж боевого танка, коллективно потеряв разум, въезжает в огромный город, где, по их мнению, каждый второй житель — враждебно настроенный космический пришелец. |
| 9  | Carry on                   | 4:13         | Счастье — оно для всех. |
| 10 | Bald girl                  | 4:32         | Ситуация развивается вокруг преждевременного облысения любимой девушки короля Гонолулу. |
| 11 | Darling                    | 2:01         | В неловкое положение попадает парочка, выбравшая безопасный секс, (подробности на CD). |
| 12 | Maybe                      | 5:25         | Несомненно, похвальное и естественное желание молодого человека жить и одновременно не тужить, омрачается мерзкими нападками общества на нежную душу начинающего наркомана.                                                                                  |
| 13 | Камни                      | 5:32         | Русская версия Beat my brain — слова совершенно разные, а смысл один. Вот он — великий и могучий русский язык. |

## Участники записи
- Илья «Eel-A» Александров — вокал, все вторые голоса, бэк-вокал, слова («Камни»)
- Станислав Вознесенский — барабаны
- Константин Селезнев — музыка, тексты (кроме «Камни»), гитара, бас-гитара, клавиши, акустическая гитара, бэк-вокал

### Приглашённые музыканты
- Андрей Гукленгофф — бас-гитара («Carry on»)
- Дмитрий Борисенков — акустическая гитара («I walk the straight to way»)
- Сима Галкина — бэк-вокал («Cowboy»)

### Комментарий
- Мастеринг студии «Чёрный обелиск»
- Звукоинженер, звукооператор, а также мастеринг — Дмитрий Борисенков